# O3spaces
O O3Spaces consiste num sistema de gestão documental desenvolvido pela O3Spaces B.V. É construído por uma equipa de engenheiros de software baseada nos Países Baixos que utiliza o OpenOffice.org, StarOffice e aplicações ODF como soluções de colaboração e de produtividade empresarial. O produto é escrito em Java, tendo por base o servidor Tomcat apoiado numa base de dados PostgreSQL 
(outros motores de base de dados relacionais também são suportados).
O3Spaces disponibiliza aos utilizadores um interface web para um ambiente de colaboração e partilha, completo com pesquisa integrada e um assistente opcionalmente integrado no ambiente de trabalho (desktop). O motor de pesquisa suporta os formatos de documentos PDF, ODF, e Microsoft Office. Actualmente, 
os navegadores Mozilla Firefox, Microsoft Internet Explorer e Safari são suportados.

## História
A primeira versão de apresentação foi publicada no CeBIT 2006 em Hanôver, Alemanha. A primeira versão oficial, 2.0, foi publicada em Dezembro de 2006. A versão 2.2.0 foi publicada em Dezembro de 2007. A 25 de Junho de 2008, a versão 2.3.0 beta, foi disponibilizada, permitindo acesso a partir da plataforma Mac OS X. No dia 19 de Setembro de 2008, O3Spaces Workplace 2.3.0, foi publicado, incorporando o supporte para o Mac OS X (servidor e cliente) e o navegador Safari. A 27 de janeiro de 2011, O3 Spaces Workplace 4.0 foi publicado.

## Plataformas
O3Spaces Workplace está disponível para diferentes plataformas, tais como, por exemplo, Linux, Solaris, Windows e Mac OS X. O3Spaces Workplace tem como parceiros tecnológicos Mandriva, Sun Microsystems, Xandros, Translucent Technologies, entre outros.

## Configurações
A distribuição apresenta quatro configurações distintas: 'On Demand', 'Enterprise', e 'Workgroup'. A configuração 'On Demand' baseia-se no modelo software como serviço (SaaS), pode ser acedida de qualquer ponto com acesso Internet, e inclui funcionalidade como actualizações durante a vigência do contrato. As edições 'Workgroup' e 'Enterprise' destinam-se a instalações empresariais e podem ser utilizadas através de acessos na Internet seguros (SSL).